# Hélène Alarie
Pour les articles homonymes, voir Alarie.
Hélène Alarie, née le 6 juin 1941 à La Pocatière (Bas-Saint-Laurent) et morte le 24 octobre 2023 à Lévis (Chaudière-Appalaches), est une agronome, fonctionnaire, professeure et femme politique fédérale du Québec.

## Biographie
Née 6 juin 1941 à La Pocatière dans la région du Bas-Saint-Laurent, elle est élue députée du Bloc québécois dans la circonscription fédérale de Louis-Hébert en 1997. Elle est défaite en 2000 par la libérale Hélène Scherrer.
Durant son passage à la Chambre des communes, elle est porte-parole du Bloc en matière d'agriculture et d'agro-alimentaire de 1998 à 2000 et de sciences, recherche et développement de 1998 à 1999. De 2001 à 2009 au Canada, elle occupe le poste de vice-présidente du Bloc québécois.
Hélène Alarie est la première femme diplômée de la Faculté des sciences de l'agriculture et de l'alimentation de l'Université Laval (1963) et la première femme membre de l'Ordre des agronomes du Québec (1963).
Hélène Alarie meurt le 24 octobre 2023 à l'âge de 82 ans à l'Hôtel-Dieu de Lévis,.